# Alexandru Rogojan
Alexandru Rogojan (n. 13 mai 1914, Suia – d. 10 august 1984, Timișoara) a fost un inginer electronist român, profesor universitar și rector al Universității Politehnica Timișoara. În 1965 a înființat la UPT prima secție din România având ca specializare calculatoarele numerice.

## Date biografice
Se naște ca fiu al preotului Alexandru Rogojan și al Emiliei Pop. Școala primară o urmează în localitatea natală. Apoi, între 1923–1930, urmează gimnaziul și liceul la actualul Colegiu Național „Andrei Mureșanu” din Dej. Își începe studiile universitare la Universitatea din Cluj, dar se mută la Școala Politehnică din Timișoara, pe care o urmează între anii 1933–1938 cu întreruperi datorită satisfacerii stagiului militar. Își susține examenul de absolvire în 1941.
Se căsătorește în 1941, iar în 1948 i se naște fiica, Dorina.

## Activitate
După absolvire a lucrat pentru scurt timp la DURA și la AEG București (en). În 1942 este mobilizat și trimis pe front, dar se întoarce și între 1943–1951 este angajat la CFR. Acolo realizează Sudura electrică a firelor de telecomunicații și Instalația de teleconferință telefonică, premiate în 1949.
În 1948 devine profesor suplinitor la IPT la disciplina „Tehnica curenților slabi”, iar în 1952 șeful catedrei de Măsuri Electrice, pe care o va coordona până la pensionare, în 1983. Din 1960 s-a dedicat domeniului calculatoarelor, în special părții electronice a lor. A realizat prima memorie cu ferite  din România, realizare pentru care a primit Premiul Academiei Române. Începând din 1960 lucrează la realizarea calculatoului CETA, bazat pe principiile calculatorului PDP-8 (en), calculator finalizat în 1973.
În 1963 susține cursul de „Calculatoare automate și programare”. În 1965 înființează la IPT prima secție din România de specializare în calculatoare, prima promoție fiind cea din 1966. În 1965 devine șeful catedrei de Electronică și Calculatoare, atunci înființată. În 1973 scrie cursul Calculatoare numerice în trei volume.
În calitate de profesor universitar, în 1966 primește dreptul de a fi conducător de doctorat, deși el însuși își susține doctoratul la Institutul Politehnic București abia în 1974, cu tema „Metodă pentru sinteza schemei logice a unui calculator numeric”, metodă care a stat la baza proiectării calculatorului CETA. În 1979 finalizează construcția calculatorului CETA-16, calculator de proces al testorului de baterii de la ELBA.
Îndeplinește funcțiile de prodecan al Facultății de Electrotehnică (1952−1953), prorector (1953−1954 și 1963−1966) și rector (1956−1957) al Institutului Politehnic Timișoara.

## Recunoaștere
Pentru activitatea sa științifică i se acordă mai multe distincții, între care Ordinul Muncii cl. a III-a și Ordinul Meritul Științific cl. a III-a. O stradă din Timișoara îi poartă numele. Tot numele său îl poartă principalul amfiteatru al Facultății de Automatică și Calculatoare, precum și concursul de software din facultate.